# Thunder Horse
Thunder Horse est un gisement pétrolier situé dans le golfe du Mexique. C'est aussi le nom de la plate-forme pétrolière de type semi-submersible ancrée construite pour lui. Le gisement est localisé dans le mississipi canyon Block 778/822, à 241 km au sud-est de La Nouvelle-Orléans. La profondeur d'eau à l'endroit de la plate-forme atteint 1 920 mètres.
Découvert en 1999, ce gisement est le plus grand du golfe du Mexique en eau profonde, et l'un des plus importants projets d'exploration pétrolière ces dernières années. C'est aussi le plus grand découvert aux États-Unis depuis les géants d'Alaska (Prudhoe Bay en 1968 et rivière Kuparuk en 1969). Les réserves sont estimées à quelque 3 Mbbl. Le gisement était initialement nommé Crazy Horse, mais les descendants de chef lakota ont protesté contre cette utilisation du nom relevant pour eux du blasphème et BP a accepté le changement de nom.
Le coût de la plate-forme s'élève à un milliard USD. Conçue pour une durée d'opération de 25 ans, sa production totale est estimée à au moins un Gbbl, et pourrait atteindre 3 Gbbl, en produisant 5 560 m³/j de gaz naturel et 250 kbbl/j.
BP possède la plate-forme à 75 %, ExxonMobil à 25 %. Opérée par BP, elle a été construite par Daewoo en Corée du Sud et a été acheminée jusqu'au Texas à bord du Blue Marlin pour sa finalisation.
En juillet 2005, la plate-forme est évacuée devant la menace que représentait l'ouragan Dennis. À la suite du passage de celui-ci, la plate-forme gîtait dangereusement, pour une raison toujours inconnue puisque la coque n'était pas endommagée. Ce problème a affecté les prix mondiaux du pétrole en prévision d'autres pannes. La plate-forme a aussi été touchée quasi directement par l'ouragan Katrina, mais n'a pas été gravement endommagée. Une semaine après l'ouragan Dennis, la plate-forme était redressée, nécessitant des réparations.
La production de pétrole dans le gisement a finalement commencé en juin 2008.